# János Áron
János Áron (Székelypálfalva, 1895. október 31. – 1944) magyar ügyvéd, országgyűlési képviselő.

## Élete
1895-ben született az Udvarhely vármegyei Székelypálfalván, római katolikus vallású, ősi székely családban. Szülei János Ferenc és Hincs Anna. Középiskolai tanulmányait a székelyudvarhelyi katolikus főgimnáziumban folytatta, majd a Pázmány Péter Tudományegyetem jogi karán tanult tovább, ott szerzett 1920-ban jogi és államtudományi doktori diplomát, később ügyvédi oklevelet. Az első világháborúban a 82. székely gyalogezredben szolgált, és egymást követő harminc hónapot töltött a fronton. Vitézségéért elnyerte a Signum Laudist a kardokkal és a kisezüst Vitézségi Érmet.
A háborút követő időszakban élénk tevékenységet fejtett ki az erdélyi ifjúság sorában, vezető szerepet vállalt több felsőoktatási diákmozgalomban, később más társadalmi szerveződésekben is. Részt vett a Székely Egyetemista és Főiskolai Hallgatók Egyesülete (SZEFHE) alapításában és megszervezésében, az Erdélyi Férfiak Egyesületének pedig egyik választmányi tagja, majd rövid ideig ügyvezető elnöke volt. Ugyancsak részt vett a Magyar Nemzetpolitikai Társaság életre hívásában, utóbbit hosszabb időn át elnökként irányította. Sok előadást tartott, cikket és tanulmányt írt, főként földbirtokpolitikai és szociális témákban. 1925. június 4-én Budapesten feleségül vette Sebess Juliannát.
Az országos politikába az 1939. évi általános választásokat megelőzően kapcsolódott be, a Magyar Élet Pártja programjának támogatójaként. A választáson a devecseri választókerületben indult el országgyűlési képviselőjelöltként, és viszonylag soknak mondható – négy – ellenjelölttel szemben, több ezres szavazattöbbséggel szerzett mandátumot.